# Cayetano Valdés

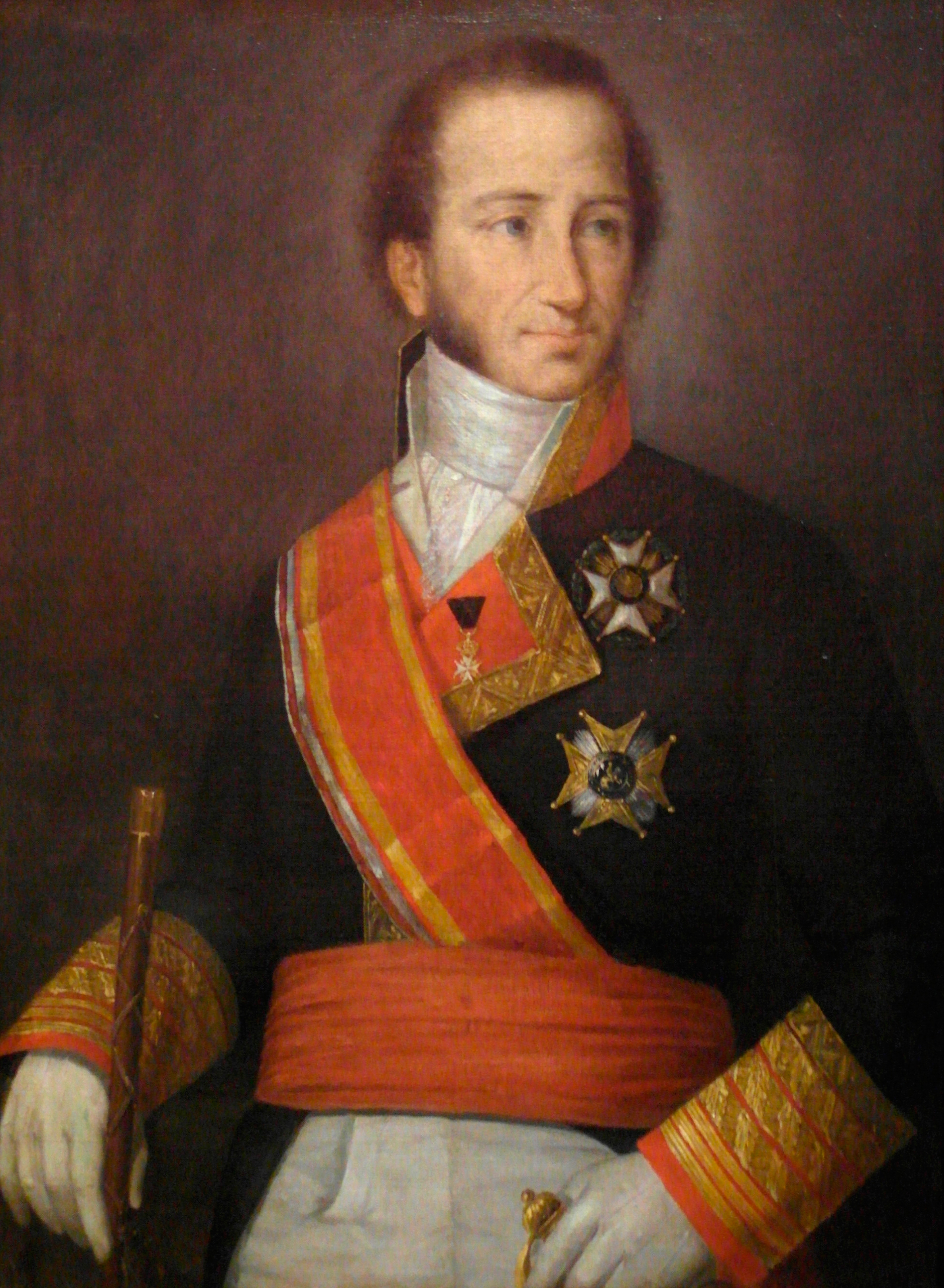
Cayetano Valdés

Cayetano Valdés y Florez Bazán y Peón (* 28. September 1767 in Sevilla, Spanien; † 6. Februar 1835 in San Fernando bei Cádiz, Spanien) war ein spanischer Marineoffizier und Politiker, der 1823 als spanischer Regent herrschte.

## Leben
Valdés trat im Alter von 14 Jahren 1781 als Seekadett in den Dienst der spanischen Marine. Im folgenden Jahr erlebte er seine Feuertaufe in einem Seegefecht mit der englischen Flotte vor Kap Spartel. 1784 nahm er an den Strafoperationen der Spanier gegen die Korsarenrepublik Algier teil, die von Antoni Barceló befehligt wurden.
Der italienische Seefahrer Alessandro Malaspina di Mulazzo nahm Valdés 1789 im Range eines Leutnants auf seine Forschungsreise nach Amerika mit. Die Expedition erkundete die gesamte Westküste Amerikas von Patagonien bis Alaska. Auf der Fahrt wurde er zum Fregattenkapitän befördert und erhielt das Kommando über das Schiff Mexicana, mit dem er zusammen mit Dionisio Alcalá Galiano die Juan-de-Fuca-Straße und die Straße von Georgia erkundete. Bei der Umrundung von Vancouver Island trafen sie George Vancouver.
Nach der Rückkehr aus Amerika wurde Valdés 1794 zum Kapitän zur See befördert, er befehligte das Linienschiff Pelayo, mit dem er an der Seeschlacht bei Kap St. Vincent (1797) teilnahm. Die Pelayo war das einzige spanische Linienschiff, das nicht von den Engländern aufgebracht wurde.
Unter Vizeadmiral José de Mazzaredo versuchte die spanische Flotte in der Folge immer wieder, die britische Blockade des Atlantikzugangs zu durchbrechen. Valdés erhielt 1799 den Befehl über die Neptuno, die er von den verbündeten Franzosen in Brest übernahm. 1801 fuhr eine französisch-spanische Flotte von Brest aus nach Hispaniola, um dort die Sklavenrebellion von Haiti zu unterbinden. Über Havanna reiste Valdés mit der Neptuno nach Cádiz; dort wurde er 1802 zum Brigadegeneral befördert.
Bei der Schlacht von Trafalgar am 21. Oktober 1805 befehligte er erneut die Neptuno und die ihr zugeordneten Schlachtschiffe als Flottenkommandeur. Die Niederlage der Franzosen und Spanier gegen die Briten war verheerend. Auch die Neptuno wurde erbeutet und sank im auf die Schlacht folgenden Sturm. Valdés selbst geriet schwer verwundet in englische Gefangenschaft.
Als sich die Spanier 1808 gegen die Besetzung durch Napoleon wehrten, ließen die Briten Valdés frei, der sich der spanischen Armee anschloss. Er arbeitete im Stab von General Joaquín Blake y Joyes und nahm im November an der Schlacht bei Espinosa teil, bei der er erneut verwundet wurde und zum Generalleutnant befördert wurde.
Daraufhin widmete er sich administrativen Aufgaben und wurde Delegierter der Cortes von Cádiz; er erhielt den Rang eines Generalkapitäns für Cádiz und kommandierender General der Ozeanflotte.
Als 1814 die Franzosen geschlagen waren und Ferdinand VII. aus dem Exil zurückkehrte und seine absolutistische Herrschaft wieder aufnahm, verlor Valdés seine Titel und wurde in der Festung von Alicante festgehalten.
Als die liberale Revolution 1820 die Befugnisse des Königs einschränkte und die Verfassung von Cádiz wieder einsetzte, kam Valdés frei und erhielt seinen Posten in Cádiz zurück. Im gleichen Jahr heiratete er Isabel Roca de Togores y Valcárcel (* 1783).
Während des liberalen Zwischenspiels in Spanien, das bis 1823 dauerte, war er von September 1820 bis März 1821 Kriegsminister. Er wurde als Abgeordneter der Cortes gewählt und fungierte als einer von drei Regenten (gemeinsam mit Pedro Agar y Bustillo und Gabriel Ciscar y Ciscar), als die Cortes den König als handlungsunfähig einstuften.
Als die französische Invasionsarmee unter dem Herzog von Angoulême die Liberalen besiegte und Ferdinand VII. die Rückkehr zum Absolutismus ebnete, übersah Valdés die Verteidigung des belagerten Cádiz. Nach der militärischen Niederlage der Spanier übergab er am 1. Oktober König Ferdinand den Franzosen.
Nach dem Sieg zogen die Verfechter des Absolutismus die Liberalen grausam zur Verantwortung. Auch Cayetano Valdés wurde umgehend zum Tode verurteilt, konnte aber mit Hilfe des französischen Heerführers Armand Charles Guilleminot ins britisch besetzte Gibraltar entkommen; von dort segelte er nach London.
In Großbritannien war Valdés Teil der liberalen Emigrantenbewegung unter Agustín Argüelles Álvarez. Als Ferdinand VII. 1833 starb, erließ seine Witwe Maria Christina, die für die minderjährige Infantin Isabella II. die Staatsgeschäfte führte, eine umfassende Amnestie.
Valdés kehrte 1834 nach Cádiz zurück, wurde Generalkapitän der Marine und zum Nationalhelden des Königreiches ernannt. 1835 starb er.